# Bouloire
Bouloire település Franciaországban, Sarthe megyében. Lakosainak száma 2121 fő (2022. január 1.). Bouloire Saint-Michel-de-Chavaignes, Surfonds, Le Breil-sur-Mérize, Coudrecieux, Écorpain, Maisoncelles és Val-de-la-Hune községekkel határos.

## Népesség
A település népességének változása:
| Lakosok száma | 2106 | 2077 | 2102 | 2082 | 2088 | 2102 | 2109 | 2115 | 2121 |
|               | 2013 | 2015 | 2016 | 2017 | 2018 | 2019 | 2020 | 2021 | 2022 |